# Atemschutzgerät

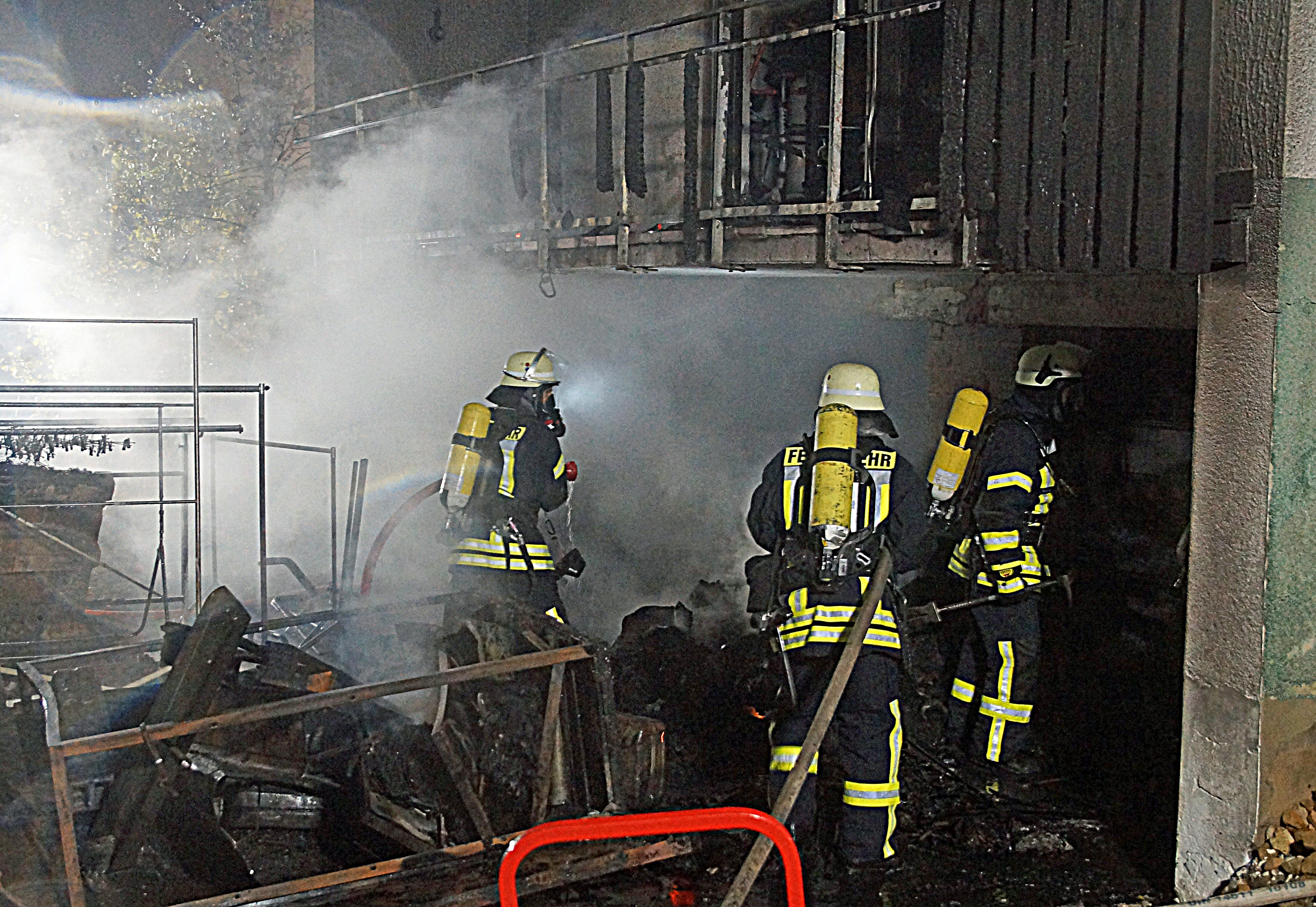
Atemschutzgeräteträger an einer Brandstelle

Ein Atemschutzgerät schützt den Atemschutzgeräteträger vor gesundheitsschädlichen Stoffen, Partikeln oder Organismen, die über die Atemwege in den Körper gelangen können. Nach der Norm DIN EN 133 werden umgebungsluft-abhängige Filtergeräte und umgebungsluft-unabhängige Isoliergeräte (mit einer Einrichtung zur Versorgung mit nicht verunreinigtem Atemgas) unterschieden. Atemschutzgeräte werden sowohl in der Industrie als auch bei Hilfsorganisationen wie Feuerwehr, Technischem Hilfswerk oder im Rettungswesen verwendet.

## Umgebungsluftabhängiger Atemschutz (Filtergeräte)

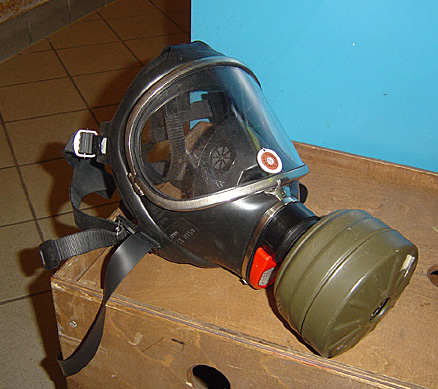
Atemschutzvollmaske mit angeschraubtem Atemschutzfilter aus deutschen Katastrophenschutz-Beständen

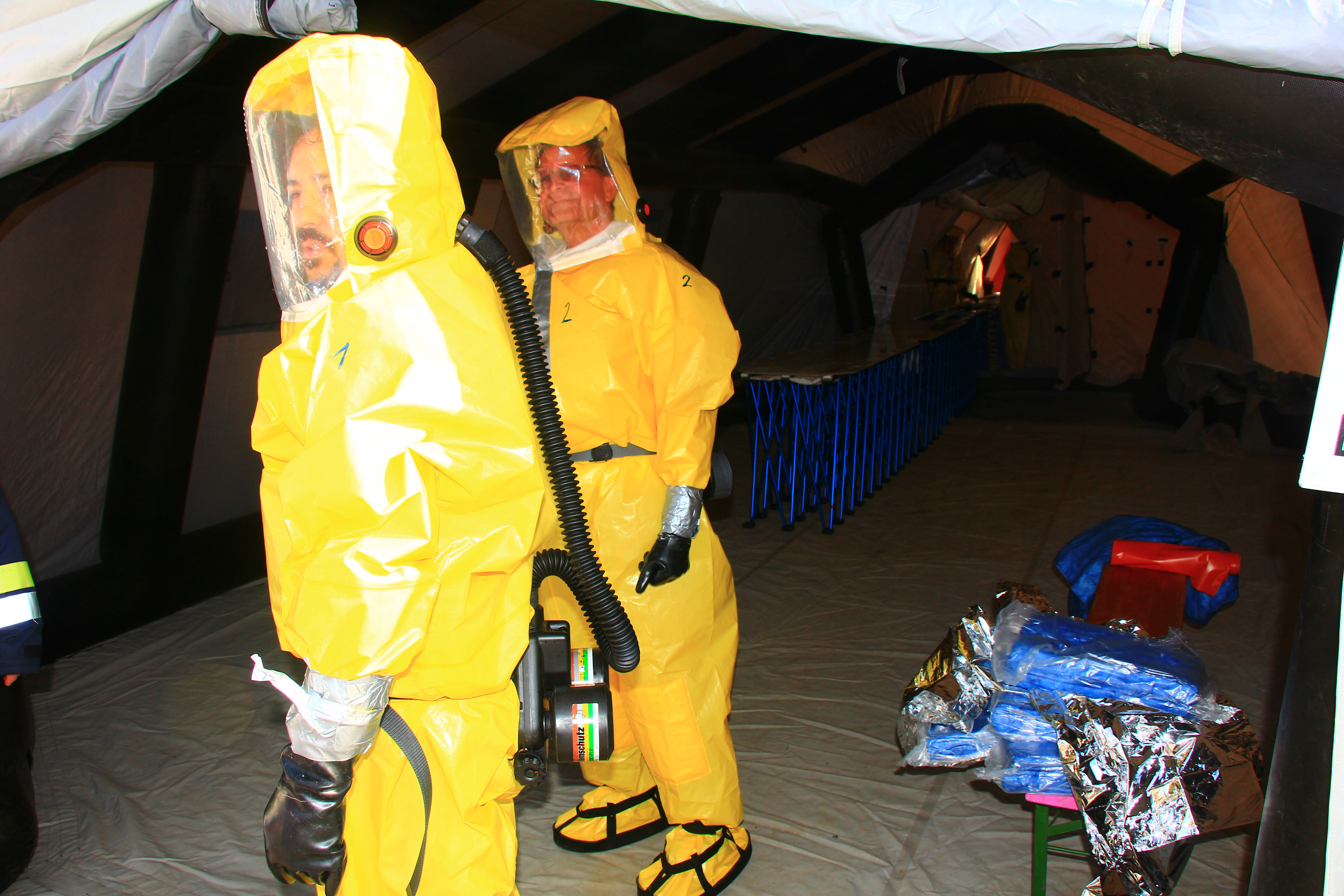
Schutzanzugträger mit Filtergerät beim Roten Kreuz im Dekon-Einsatz in Niederösterreich

Beim Einsatz von Filtergeräten muss gewährleistet sein, dass mindestens 17 Vol.-% Sauerstoff (bei CO-Filtern mindestens 19 Vol.-% Sauerstoff) in der Atemluft vorhanden ist und die zu filternden Stoffe bekannt sind. Ist dies nicht der Fall, muss ein umluftunabhängiger Atemschutz verwendet werden. Die Einsatzgrenzen der Filtergeräte werden von der Leistungsfähigkeit der Atemschutzfilter bestimmt. Die Stoffe oder Stoffbereiche, für die die einzelnen Filter geeignet sind, werden über Farbcodierungen und Buchstaben auf den Filtern angegeben. Des Weiteren wird auch eine maximale Aufnahmefähigkeit der Filter angegeben. Da beim Einatmen in der Atemschutzmaske ein Unterdruck entsteht, können über mögliche Leckagen Schadstoffe in die Atemwege gelangen. Deshalb wird nach Anlegen der Atemschutzmaske eine Dichtigkeitsprobe durchgeführt.
Ein Filtergerät besteht aus einem Atemanschluss (z. B. einer Atemschutzmaske) und einem oder mehreren Filtern. Filter werden unterteilt in: 
Gasfilter,
der Gase als Adsorptionsfilter (meist Aktivkohle) oder katalytischer Filter (für Kohlenmonoxid) aus der Atemluft entfernt
Kombinationsfilter,
der sowohl gasförmige Anteile als auch (feste und/oder flüssige) Aerosolpartikel aus der Atemluft entfernt
Partikelfilter,
der feste und/oder flüssige Aerosolpartikel aus der Atemluft entfernt, z. B. Asbest, Rauch, Nebel
Die meisten Filter, speziell Gasfilter, haben nur eine begrenzte Lebensdauer. Nach dem Entfernen der Versiegelungen ist ein Filter noch maximal sechs Monate einsetzbar, solange er nicht mit Schadstoffen in Berührung gekommen ist. Allerdings verliert er in diesem Zeitraum kontinuierlich an Aufnahmefähigkeit. Deshalb ist das Führen eines Filterbuchs sinnvoll, ebenso wie eine regelmäßige Kontrolle und gegebenenfalls der Austausch auch der nicht benutzten Filter.

## Umgebungsluftunabhängiger Atemschutz (Isoliergeräte)
Unter umgebungsluftunabhängigem Atemschutz werden Geräte verstanden, welche den Atemschutzgeräteträger von der Umgebungsatmosphäre isolieren und mit atembarem Gas aus einer nicht verunreinigten Quelle versorgen. Diese Geräte werden daher auch als Isoliergeräte bezeichnet und bestehen aus einem Atemanschluss und einer Luftversorgungseinrichtung.
Isoliergeräte lassen sich unterteilen in:
- frei tragbare
  - Behältergeräte
  - Regenerationsgeräte

- nicht frei tragbare
  - Druckluftschlauchgeräte
  - Frischluftschlauchgeräte

### Verwendung
Enthält die Umgebungsluft zu wenig Sauerstoff, weniger als 17 Vol.-%, oder sind giftige Gase vorhanden, die durch Gas- oder Kombinationsfilter nicht absorbiert werden können und ist die Art und/oder die Konzentration der Atemgifte unbekannt, muss umluftunabhängiger Atemschutz verwendet werden.
Meist werden frei tragbare Isoliergeräte z. B. Pressluftatmer verwendet. Aufgrund der begrenzten Luftmenge ist jedoch die Einsatzzeit meist auf 15–30 Minuten begrenzt. Die Einsatzdauer ist abhängig vom Alter des Atemschutzgeräteträgers, von der körperlichen Leistungsfähigkeit und der Art der Belastung im Einsatz. Wird eine längere Einsatzdauer von mitunter mehreren Stunden erforderlich (zum Beispiel im Bergbau oder im Tunneleinsatz), kommen so genannte Langzeitgeräte (beispielsweise mit 2 CFK-Flaschen a 6,8 l Volumen und 300 bar Fülldruck), Regenerationsgeräte oder Kreislaufgeräte zum Einsatz.
Da im Einsatz bei der Feuerwehr schwer feststellbar ist, ob wirklich genug Sauerstoff in der Umgebungsluft vorhanden ist und da sich bei Bränden oder ausströmenden Gasen die Zusammensetzung der Luft sehr schnell und stark verändern kann, wird hauptsächlich der umluftunabhängige Atemschutz eingesetzt.

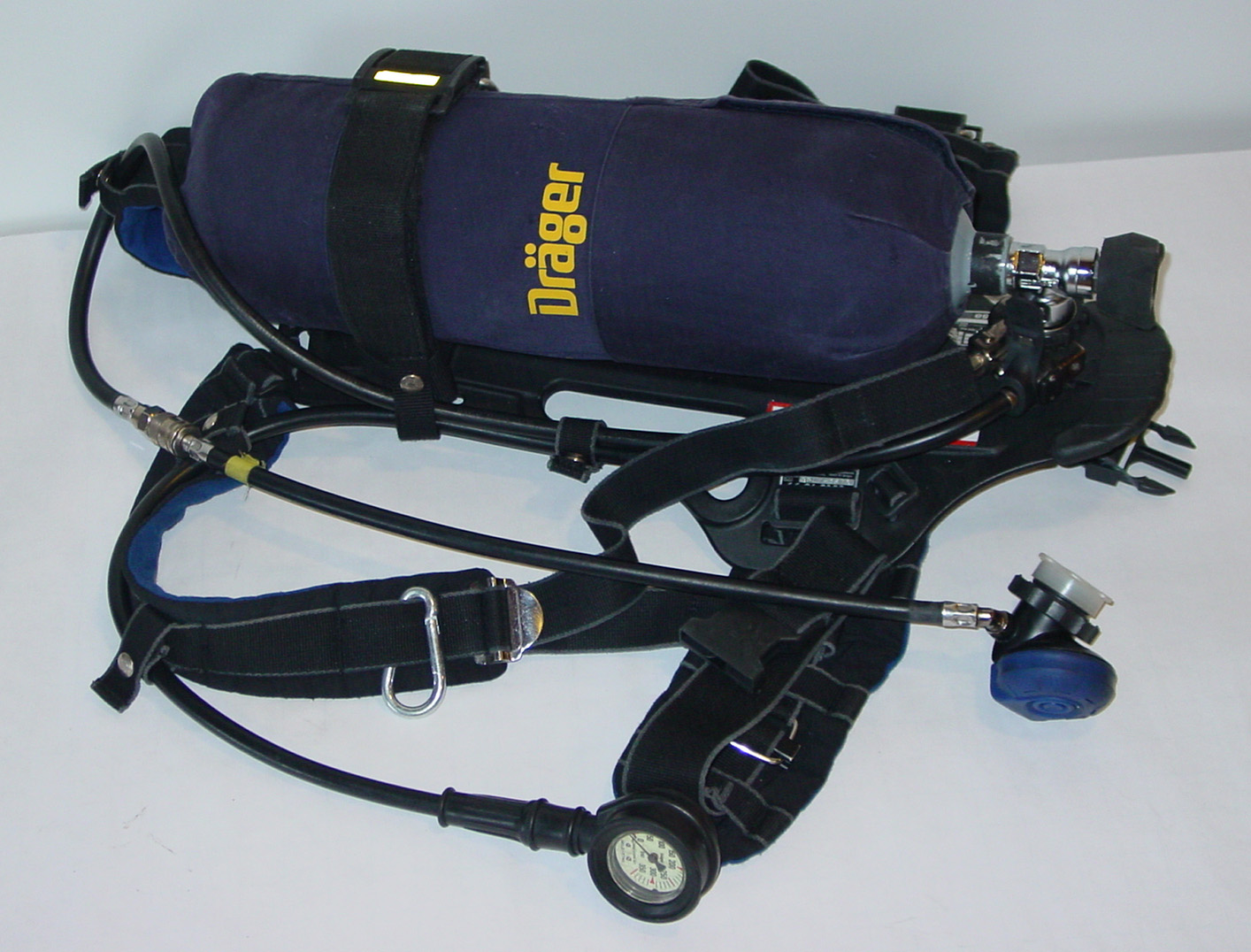
Pressluftatmer mit einer 300-bar-Flasche und analogem Manometer

### Frei tragbare Isoliergeräte

#### Behältergeräte (BG)
Bei dieser Art von Geräten führt der Atemschutzgeräteträger die notwendige Atemluft in Druckluftflaschen mit sich, daher werden sie auch als Pressluftatmer (PA) bezeichnet.
Hierbei ist zu beachten, dass es sich bei der komprimierten Luft um gereinigte und entölte Atemluft nach DIN EN 12021 handelt und die Behälter daher als Atemluftflaschen bezeichnet werden.

##### Aufbau
Die üblichen Atemschutzgeräte haben Flaschen, in denen die Luft mit 200 oder – seit einigen Jahren häufiger – 300 bar gespeichert ist. Die Flaschen können aus Stahl, selten aus Aluminium, aus einem Metall-Faserkunststoffverbund mit Glasfaser (GFK), Kevlar oder aus Kohlenstofffaser (CFK) bestehen. Bei „Class 4 Composite“ Flaschen besteht ein Halsstück mit dem Gewinde zum Einschrauben des Ventils aus Metall. Der weitgehend gasdichte dünne Liner kann aus PET-Thermoplast bestehen und mit Carbonfaser in Epoxidharz umwickelt sein.
Durch eine typisch 2-stufige Druckreduktion im Atemregler wird die unter gefährlichem Hochdruck (HD) stehende Luft atembar gemacht. Ein erster Druckminderer, zumeist direkt am Flaschenventil angeschraubt, reduziert den Vorratsdruck von (maximal) 200 oder 300 bar auf den sogenannten Mitteldruck (MD) von – je nach Gerätetyp – 4 bis 12 bar. An der Atemschutzmaske selbst befindet sich der Atemregler im engeren Sinn, die als zweiter, sehr fein arbeitender Druckregler oder eine Dosiereinrichtung aufgefasst werden kann. Hier wird der Mitteldruck auf einen vom Menschen atembaren Niederdruck (im Millibar-Bereich) reduziert und nur die Luftmenge freigegeben, die man durch Einatmen – und damit Erzeugen einer geringen Druckabsenkung – anfordert.
Atemregler in Normaldruckausführung geben das Luftvolumen sparsam frei, solche in Überdruckausführung setzen die Atemschutzmaske hingegen unter einen gewissen kleinen Druck, um ein Eindringen von Schadstoffen von außen in die Maske zu verhindern.
(Atemregler zum Tauchen oder für atemphysiologische Untersuchungen funktionieren im Prinzip gleich. Taucher haben in der Regel jedoch Ballastbedarf, weshalb hier überwiegend schwere, robuste, verzinkte Stahlflaschen eingesetzt werden.)
Bei 200-bar-Geräten sind zwei Flaschen mit je 4 Liter Inhalt üblich. Das ergibt rein rechnerisch 1600 Liter Normalluft und eine Einsatzzeit von ca. einer halben Stunde.
300-bar-Geräte haben normalerweise eine Druckluftflasche aus Stahl mit 6 Liter Volumen (1.636 l Atemluft) oder eine bzw. zwei aus kohlenstofffaserverstärkten Kunststoff (CFK) mit je. 6,8 Liter Volumen (1.854 bzw. 3.708 l Atemluft). Bei 300 bar speichert eine Flasche – Faustregel – das 270fache des Flaschenvolumens an Luftnormvolumen, da sich Luft bei über 200 bar schon deutlich nichtideal verhält.
(Das zur Überschlagsrechnung bequem zu verwendende Gesetz von Boyle-Mariotte, nach dem das Produkt aus Druck und Volumen konstant ist, gilt streng nur für ein ideales Gas und nur für isotherme Zustandsänderungen. In der Realität verhält sich jedoch kein Gas ideal, somit auch nicht Luft. Außerdem ist der Füllvorgang der Flasche nicht isotherm, was sogar mit der Hand fühlbar ist. Die Berechnungen führen also zu ungenauen Ergebnissen. Präzisere Zustandsgleichungen, beispielsweise die Van-der-Waals-Gleichung, erlauben präzisere Ergebnisse.)
Pressluftatmer dürfen ein Gesamtgewicht von maximal 18 kg nicht überschreiten.
Die Flaschen sind auf einem Tragegestell befestigt, das zum besseren Tragen gepolstert oder schalenförmig ist. Die Tragegurte und der Bauchgurt sind verstellbar und müssen beim Tragen fest sitzen. Sie sind schwer entflammbar und aus verrottungsfestem Material hergestellt.
Bei Atemschutzgeräten sind die Flaschenventile meist unten angeordnet, wodurch sie beim Durchsteigen unter eingestürzte Deckenbalken nicht hinderlich und vor Anstoßen geschützt sind. Bei Tauchgeräten werden die Ventile meist nach oben orientiert, weil hier eher die Gefahr besteht, dass ein Gerät beim Springen von Bord eines Boots unten an der Bordkante anschlägt, überdies erlaubt ein zweiter Atemregler das Retten eines zweiten Tauchers besser, wenn sein Schlauch vom Schulterbereich und nicht vom Hüftbereich abgeht.

##### Druckkontrolle

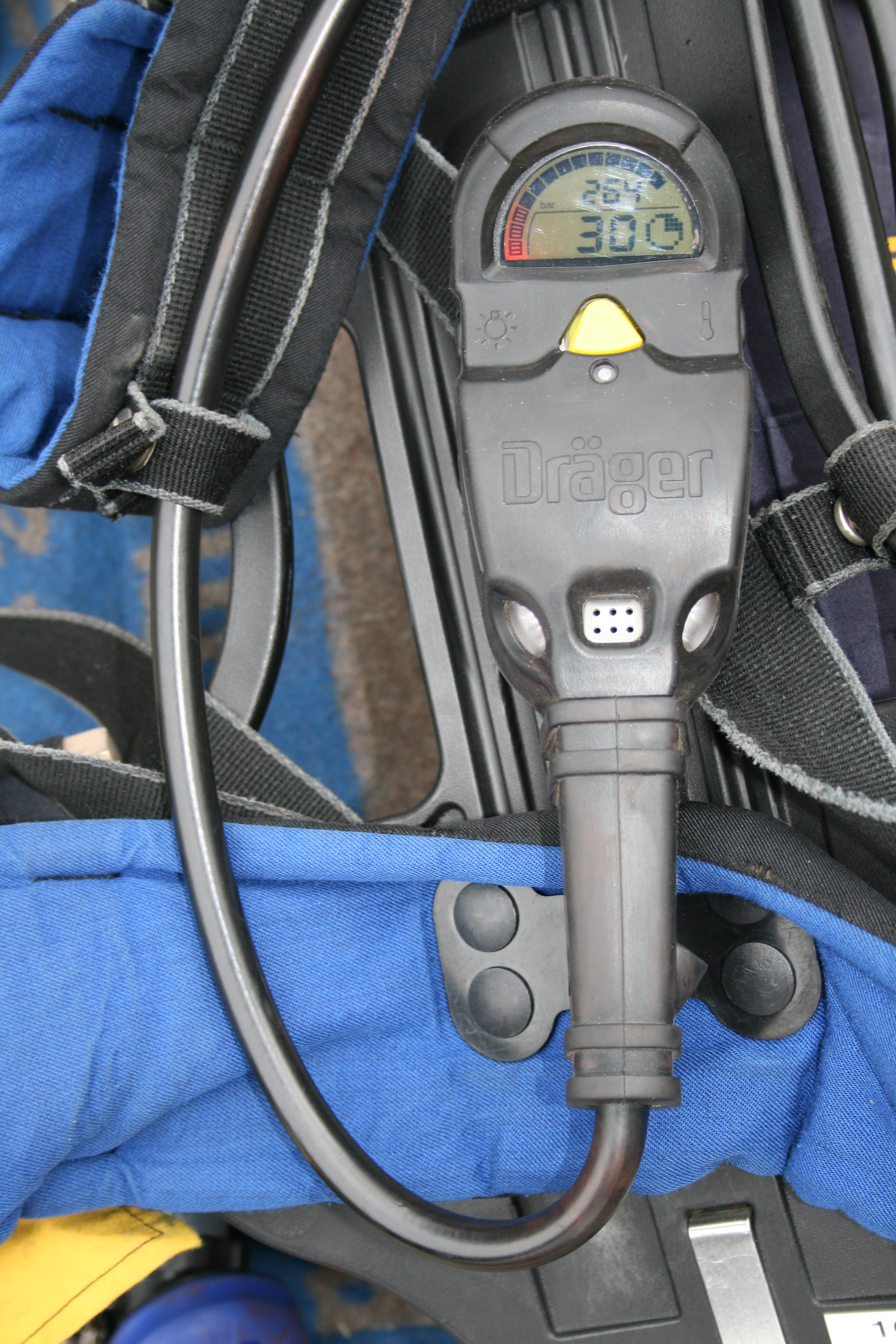
Manometer mit integriertem Totmannwarner bei der Feuerwehr

Zur Kontrolle hat man ein Manometer (auch Finimeter), auf dem man laufend beobachten kann, wie hoch der Luftdruck in der Flasche noch ist. Zum Schutz, dass die Luft in der Flasche zu Neige geht, gibt es eine Warneinrichtung. Am weitesten verbreitet ist die akustische Warneinrichtung in Form einer Signalpfeife, die bei einem Druck zwischen 50 und 60 bar (in Österreich 55 ± 5, bei älteren Geräten zwischen 60 und 68 bar) zu pfeifen beginnt. Andere neuere Gerätetypen nutzen eine im Atemregler integrierte Warneinrichtung, die keine Luft für das Warnsignal verbraucht. Außerdem ist die Warnung unmittelbarer und es kann nicht so leicht zu Verwechslungen kommen. Das Warnsignal ist kein Rückzugssignal, da je nach den örtlichen Gegebenheiten der Rückweg länger dauern kann als die noch verbliebene Luft reicht.
Wichtig sind auch die durchzuführende Atemschutzüberwachung, regelmäßige Druckkontrolle sowie die Berechnung des Rückzugweges (das Doppelte des Anmarschweges).
Der Rückzug wird truppweise angetreten und richtet sich nach dem Atemschutzgeräteträger mit dem größten Atemluftverbrauch (siehe Einsatzgrundsätze der FwDV 7 Atemschutz).
Bei älteren Geräten, die aber heute nicht mehr der Norm entsprechen, gab es eine so genannte Widerstandswarnung. Dabei wurde bei einem Druckabfall auf 40–50 bar der Atemwiderstand höher und man musste einen Hebel direkt am Gerät umlegen, um wieder normal atmen zu können. Da manche Träger dabei leicht in Panik gerieten, wird diese Art heute üblicherweise nicht mehr verwendet.

##### Sicherheitsmaßnahmen
Eine weitere Sicherheitsmaßnahme insbesondere bei umluftunabhängigen Atemschutzgeräten ist der sogenannte Totmannwarner oder Bewegungslosmelder. Der Totmannwarner ist ein kleines elektrisches Gerät in etwa der Größe einer Zigarettenschachtel. Er reagiert, wenn innerhalb eines bestimmten Zeitintervalls keine Bewegung mehr stattgefunden hat. Dann ertönt zunächst ein Voralarm, anschließend gefolgt von einem lauteren akustischen sowie einem optischen Signal.
Wenn ein Trupp in Gefahr gerät und dringend Hilfe benötigt, kann auch eine Notruftaste betätigt werden, die sofort den besagten Alarm aktiviert. Daher wird das Gerät offiziell auch als „Notsignalgeber“ bezeichnet. Der Alarm kann jederzeit manuell deaktiviert werden.
Der Totmannwarner ist noch kein genormtes Gerät, dennoch findet er bei vielen Feuerwehren Verwendung. Seine Verwendung ist ratsam, obgleich in der Anschaffung und im Unterhalt recht teuer.

##### Hinweise zur Benutzung
Vor dem Tragen von Atemschutzgeräten gilt absolutes Alkoholverbot, auch mit Erkältungen oder bei Heuschnupfen sollte man allgemein keine Einsätze mit Atemschutzgeräten leisten. Der zusätzliche Atemwiderstand, neben der eigentlichen Arbeit, belastet den Körper stark. Wer nicht vollständig fit ist, kann möglicherweise einen Schwächeanfall bekommen oder gar bewusstlos werden.

Vor dem Anlegen muss der Atemschutzgeräteträger das Gerät überprüfen (Sichtprüfung und Einsatzkurzprüfung). Letztere erfolgt, indem man zuerst das Flaschenventil öffnet und am Manometer beobachtet, ob die Flasche genug Druck hat. Dabei darf der Flaschendruck nicht mehr als 10 % vom Nennfülldruck abweichen, muss also zwischen 180 und 220 bar bei 200-bar-Flaschen bzw. 270 und 330 bar bei 300-bar-Flaschen betragen. Danach wird das Flaschenventil wieder geschlossen. Nun darf der Druckabfall in einer Minute 10 bar nicht überschreiten. Über den Atemregler wird dann die im Mitteldruckbereich verbliebene Luft langsam abgelassen, bis das Warnsignal bei einem Druck zwischen 60 und 50 bar ertönt. So ist die Warneinrichtung überprüft. Verfügt das Gerät über zwei Flaschen, so muss das für jede Flasche separat durchgeführt werden. Nun wird das Flaschenventil komplett geöffnet und das Atemschutzgerät kann einsatzbereit angelegt werden.
Obwohl der Atemwiderstand geringer ist als mit Atemschutzfilter, muss der Träger trotzdem körperlich geeignet und gesund sein, da es sonst leicht zu Kreislaufproblemen und Schwindelanfällen kommen kann. Des Weiteren sorgt die Schutzkleidung des Feuerwehrangehörigen für einen Wärmestau, weil die Körperwärme nicht über die Schutzkleidung abgeführt wird. Deshalb sollte der Atemschutzgeräteträger vor dem Atemschutzeinsatz genügend Flüssigkeit zu sich nehmen.
In Deutschland wird die Arbeitsmedizinische Untersuchung nach Arbeitsmedizinische Vorsorgeuntersuchung G 26.3 für Träger von umluftunabhängigem, schwerem Atemschutz, die G 26.2 für Träger von mittlerem, umluftun- und umluftabhängigem Atemschutz und die G 26.1 für Träger von leichtem, umluftabhängigem Atemschutz im Alter von 18 bis 49 Jahren spätestens alle 3 Jahre und ab 50 Jahren die Untersuchung jährlich durchgeführt.
In Österreich muss ein Atemschutzgeräteträger bei der Feuerwehr mindestens 18 Jahre alt und mindestens ein Jahr Angehöriger einer Feuerwehr sein. Die Tauglichkeitsuntersuchung erfolgt ebenfalls alle 3 Jahre im Alter zwischen 18 und 50 Jahren. Bei einem Alter über 50 Jahren sind die Untersuchungen jährlich durchzuführen. Voraussetzung für das Tragen von Atemschutzgeräten ist die Absolvierung der entsprechenden Lehrgänge an den (Landes-)Feuerwehrschulen oder den entsprechenden Ausbildungen außerhalb der Schulen.

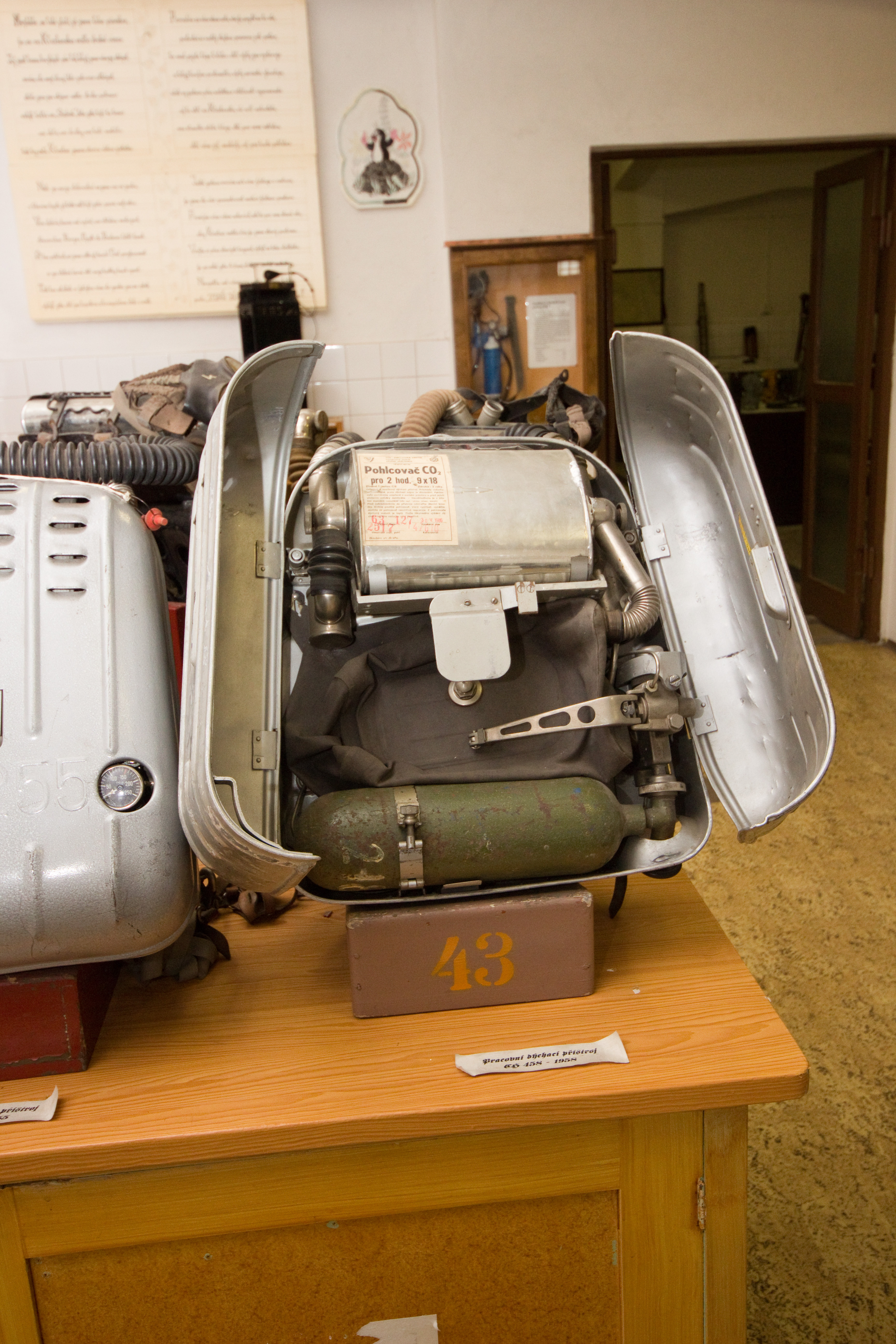
Kreislaufgeräte einer tschechischen Grubenwehr

#### Regenerationsgeräte
Regenerationsgeräte, auch als Sauerstoffkreislaufgeräte oder kurz Kreislaufgeräte bezeichnet, sind ebenfalls Atemschutzgeräte für den umluftunabhängigen Atemschutz. Als Erfinder des Regenerationsgerätes gilt Branddirektor Erich Giersberg.

##### Aufbau
Im Gegensatz zu den Behältergeräten stellen sie nicht die komplette Luft zum Einatmen zur Verfügung, sondern sie verfügen über eine eingebaute Sauerstoffquelle. Diese Quellen können Sauerstoffflaschen, flüssiger Sauerstoff oder chemisch gebundener Sauerstoff sein. In einem Kohlendioxidfilter wird das ausgeatmete Kohlendioxid chemisch gebunden und der verbrauchte Sauerstoff aus der Flasche ergänzt.
Die Geräte sind wesentlich wartungsintensiver als die bei der Feuerwehr üblichen Pressluftgeräte. Ein Wiederaufrüsten der Geräte erfordert zeitintensive Prüfungen und erfolgt deshalb nur sehr selten an Einsatzstellen, die sich über einen langen Zeitraum hinziehen, oft unter Zuhilfenahme von „Abrollbehältern Atemschutz“.

##### Anwendung
Vor dem Tragen der Atemschutzgeräte gilt absolutes Alkoholverbot, auch mit Erkältungen oder bei Heuschnupfen sollte man keine Einsätze mit Kreislaufgeräten leisten. Der zusätzliche Atemwiderstand, neben der eigentlichen Arbeit, belastet den Körper stark. Wer nicht vollständig fit ist, kann leicht Schwächeanfälle bekommen oder gar ohnmächtig werden.
Der Vorteil von Kreislaufgeräten ist die höhere technische Einsatzdauer (bis zu 4 Stunden), da nur ein „kleiner“ Anteil der benötigten Atemluft in komprimierter Form mitgeführt werden muss. Die Einsatzdauer wird eher durch die Erschöpfung des Trägers als durch das Gerät begrenzt.
Ein Nachteil neben den bereits erwähnten ist, dass sich die Atemluft im Laufe der Zeit durch die chemische Reaktion zur Bindung des ausgeatmeten Kohlendioxids erwärmt. Deshalb kam es in der Vergangenheit bei den Trägern dieser Atemschutzgeräte beim Ablegen oft zu Lungenentzündungen. Moderne Geräte versuchen dies durch Kühlsysteme zu kompensieren, diese erhöhen jedoch das Gewicht des Gerätes.
Wegen dieser Nachteile werden sie meist nur bei Feuerwehren, bei denen längere Einsatzdauern zu erwarten sind, wie zum Beispiel bei Tunneleinsätzen und im Bergbau, verwendet.

### Nicht frei tragbare Isoliergeräte

#### Schlauchgeräte
Bei Schlauchgeräten wird die Atemluft nicht aus mitgeführten Behältern entnommen, sondern dem Atemregler über eine Schlauchverbindung (üblicherweise Mitteldruck, ca. 5 bar) aus einer externen Quelle zugeführt. Der Vorteil eines solchen Systems liegt im Wegfall der Beschränkungen hinsichtlich der Einsatzdauer und der Reduzierung des vom Benutzer zu tragenden Gewichts. Nachteilig sind die Beschränkung der Bewegungsfreiheit und die Verletzlichkeit der Schlauchverbindung. Aus diesen Gründen werden Schlauchgeräte in der Regel bei Feuer- oder Grubenwehren nicht, bzw. nur bei leeren Atemluftflaschen am „Dekontaminationsplatz“ verwendet. Sie sind aber z. B. an gewerblichen Arbeitsplätzen mit hoher Schadstoffkonzentration und geringen sonstigen Risiken anzutreffen.

### Beispielhafte Einsatzbereiche der Atemschutzgeräte
- Industrie und Handwerk
  - Müllbehandlung

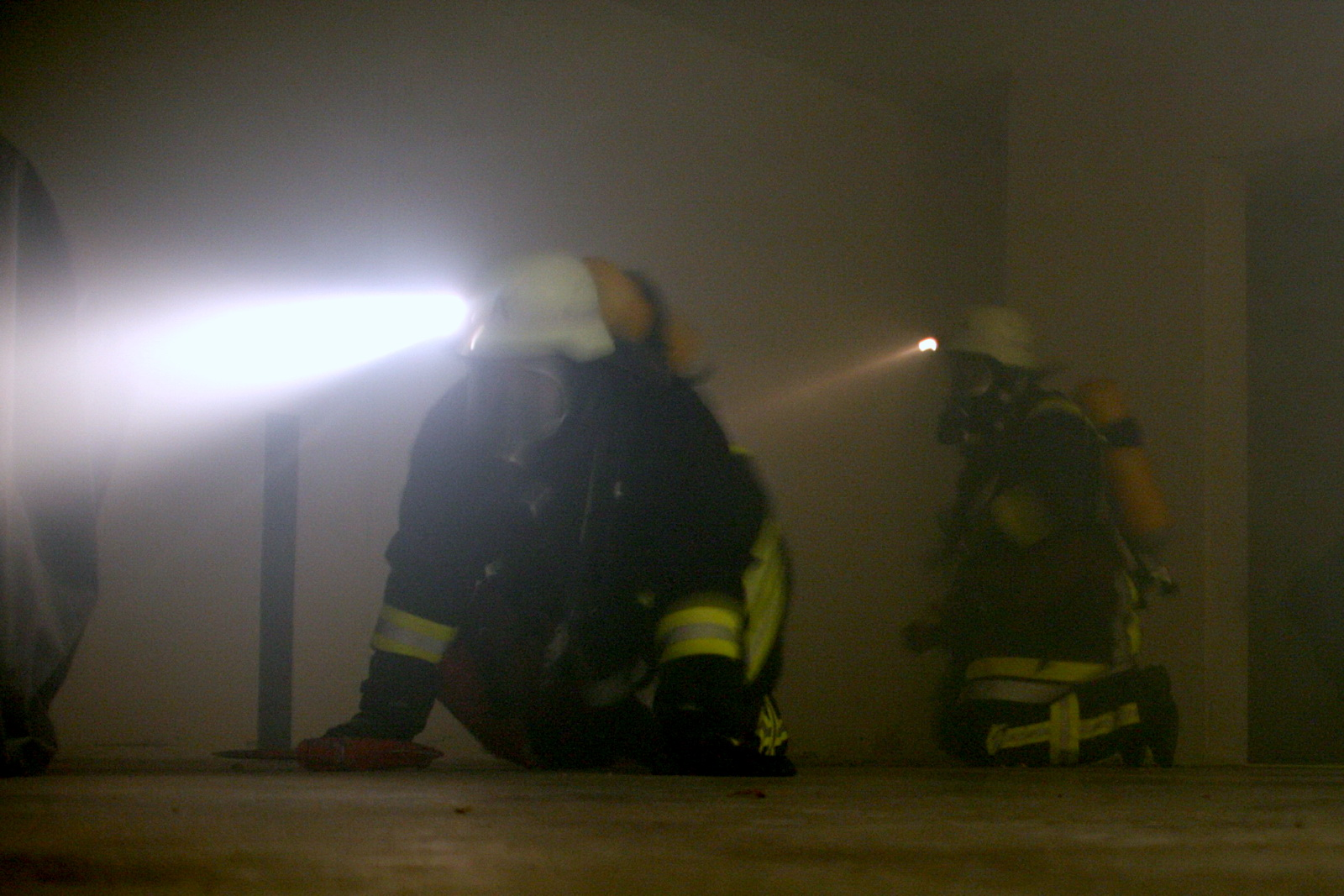
Ein Feuerwehratemschutztrupp bei einer Übung in einer verrauchten Tiefgarage

  - Chemische und Pharmazeutische Industrie
  - Holzbearbeitung
  - Lackiererei
- Bergbau
- Rettungswesen (Feuerwehr, Technisches Hilfswerk und Hilfsorganisationen)
  - Brände
  - Gefahrgutunfälle
- Medizinischer Bereich
  - Reduzierung von Keimen in der Ausatemluft des Behandlers (z. B. bei Operationen)
  - Transport oder Behandlung von Patienten mit ansteckenden Krankheiten (z. B. MRSA, Tuberkulose)

### Ausbildung im Atemschutz
Im betrieblichen Atemschutzwesen gibt es verschiedene Funktionsträger, die ihren Aufgaben und Tätigkeiten entsprechend auszubilden, zu unterweisen und fortzubilden sind. Dazu gehören atemschutzgerättragende Personen, befähigte Personen für die Wartung von Atemschutzgeräten, Unterweisende im Atemschutz, Ausbildende im Atemschutz und Atemschutzkoordinierende. Einzelne Personen können auch mehrere Funktionen ausüben. Grundsätzlich sind Funktionen auch auf externe Dienstleister übertragbar.
Zur Ausübung der übertragenen Funktion sind eine Ausbildung und eine Unterweisung nötig, für bestimmte Funktionen außerdem regelmäßige Fortbildungen, deren Inhalt und Dauer sich nach dem Atemschutzgerätetyp richtet. Bei jeder Ausbildung, Fortbildung und Unterweisung ist der Lernerfolg der Teilnehmenden zu überprüfen und zu dokumentieren.
Für die Durchführung der praktischen Ausbildungsinhalte muss die Ausbildungseinrichtung über eine Infrastruktur verfügen, die vergleichbare und konstante Arbeits- und Einsatzbedingungen bietet. Während der praktischen Lehreinheiten ist eine lückenlose Betreuung der Teilnehmenden zu gewährleisten. Die Voraussetzungen an Ausbildungseinrichtungen können beispielsweise Ausbildungsstätten der Unfallversicherungsträger, Feuerwehrschulen oder Herstellerfirmen von Atemschutzgeräten erfüllen.

## Normen, Richtlinien, Vorschriften

### DIN-Normen
- DIN 58600 Atemschutzgeräte – Steckverbindung zwischen Atemregler für Pressluftatmer in Überdruck-Ausführung und Atemanschluss für die deutschen Feuerwehren

### Europäische Normen
- EN 132 Atemschutzgeräte – Definitionen von Begriffen und Piktogramme
- EN 133 Atemschutzgeräte – Einleitung
- EN 134 Atemschutzgeräte – Benennung von Einzelteilen
- EN 135 Atemschutzgeräte – Liste gleichbedeutender Begriffe
- EN 136 Atemschutzgeräte – Vollmasken
- EN 137 Atemschutzgeräte – Behältergeräte mit Druckluft (Pressluftatmer)
- EN 138 Atemschutzgeräte – Frischluft-Schlauchgeräte in Verbindung mit Vollmaske, Halbmaske oder Mundstückgarnitur
- EN 140 Atemschutzgeräte – Halbmasken und Viertelmasken
- EN 142 Atemschutzgeräte – Mundstückgarnituren
- EN 143 Atemschutzgeräte – Partikelfilter
- EN 144 Atemschutzgeräte – Gasflaschenventile
- EN 145 Atemschutzgeräte – Regenerationsgeräte mit Drucksauerstoff oder Drucksauerstoff/-stickstoff
- EN 148-1 Atemschutzgeräte – Gewinde für Atemanschlüsse Teil 1 – Rundgewindeanschluss
- EN 148-2 Atemschutzgeräte – Gewinde für Atemanschlüsse Teil 2 – Zentralgewindeanschluss
- EN 148-3 Atemschutzgeräte – Gewinde für Atemanschlüsse Teil 3 – Gewindeanschluss M 45 × 3
- EN 12941 Atemschutzgeräte – Gebläsefiltergeräte mit einem Helm oder einer Haube
- EN 12942 Atemschutzgeräte – Gebläsefiltergeräte mit Vollmasken, Halbmasken oder Viertelmasken
- EN 14387 Atemschutzgeräte – Gasfilter und Kombinationsfilter
- EN 14593-1 Atemschutzgeräte – Druckluft-Schlauchgeräte mit Atemregler – Teil 1: Geräte mit einer Vollmaske
- EN 14593-2 Atemschutzgeräte – Druckluft-Schlauchgeräte mit Atemregler – Teil 2: Geräte mit einer Halbmaske und Überdruck
- EN 14594 Atemschutzgeräte – Druckluft-Schlauchgeräte mit kontinuierlichem Luftstrom

### Richtlinien
- Verordnung (EU) 2016/425 des Europäischen Parlaments und des Rates vom 9. März 2016 über persönliche Schutzausrüstungen und zur Aufhebung der Richtlinie 89/686/EWG des Rates

### Deutsche Vorschriften
- DGUV-Regel 112–190 – Benutzung von Atemschutzgeräten (Eigene Vorschriften zur Benutzung von Atemschutzgeräten bei Feuerwehren, dem THW und in Betrieben im Geltungsbereich des Bundesberggesetzes oder vergleichbaren Einrichtungen sind als vorrangig zu betrachten)[5]
- Feuerwehrdienstvorschrift 7 – Atemschutz[6]
- THW-Dienstvorschrift 7 – Atemschutz im THW

## Prüfung und Zertifizierung von Atemschutzgeräten
Atemschutzgeräte gehören zu den persönlichen Schutzausrüstungen (PSA). Diese müssen im europäischen Binnenmarkt von einer notifizierten Stelle zertifiziert werden. Prüfung und „Zertifizierung“ (Ausstellung einer EU-Baumusterprüfbescheinigung) dienen dem Nachweis der Einhaltung der grundlegenden Gesundheitsschutz- und Sicherheitsanforderungen nach Anhang II der Verordnung 2016/425 des Europäischen Parlamentes und Rates (PSA-Verordnung).
Atemschutzgeräte sind der Kategorie III zugeordnet (Risiken, die zu sehr schwerwiegenden Folgen wie Tod oder irreversiblen Gesundheitsschäden führen können). Sie unterliegen damit verpflichtend einer EU-Baumusterprüfung sowie der Kontrolle der PSA nach Modul C2 oder Modul D der PSA-Verordnung.
Die Ausstellung einer EU-Baumusterprüfbescheinigung ist Teil des Konformitätsbewertungsverfahrens. Erfüllt der Hersteller alle Anforderungen der einschlägigen europäischen Rechtsvorschriften, erklärt er dies in der EU-Konformitätserklärung. Er kennzeichnet die PSA mit dem CE-Zeichen, im Falle von Atemschutz folgt auf die CE-Kennzeichnung die Kennnummer der notifizierten Stelle, die in dem Verfahren nach der PSA-Verordnung Anhang VII oder VIII tätig ist.
Die EU-Baumusterprüfung sowie die Kontrolle der PSA dürfen nur von Stellen durchgeführt werden, die dafür von den zuständigen nationalen Behörden der EU-Kommission für einen definierten Produktbereich benannt (notifiziert) wurden.
Die Richtlinie 89/686/EWG, die seit Juli 1992 in Kraft war, ist mit Wirkung zum 21. April 2018 aufgehoben. An ihre Stelle tritt die bereits oben zitierte PSA-Verordnung. Dadurch ändert sich aber die Einordnung von Atemschutzgeräten in Kategorie III nicht.

## Unterscheidung von Atemschutz und medizinischen Gesichtsmasken
Im Gesundheitswesen werden Mund-Nasenschutz-Produkte (MNS) zum Schutz der Behandelten gegen infektiöse Keime eingesetzt. Die Eigenschaften dieser Masken beschreibt die Europäische Norm EN 14683 „Medizinische Gesichtsmasken – Anforderungen und Prüfverfahren“. Masken, die diese Anforderungen erfüllen, können als nicht invasive Medizinprodukte gemäß der EU-Richtlinie 93/42/EWG in Verkehr gebracht werden. Eine Verwendung als persönliche Schutzausrüstung (PSA) ist nicht vorgesehen.
Produkte können gleichzeitig die Anforderungen der Medizinrichtlinie der EU sowie der PSA-Verordnung der EU erfüllen. Eine Untersuchung von 16 Produkten mit standardisierten Prüfungen nach den Anforderungen für Atemschutzgeräte hat ergeben, dass hiervon drei Produkte die Anforderungen sowohl an die Leckage als auch an den Filterdurchlassgrad nach der Atemschutznorm EN 149 erfüllten. Alle weiteren Anforderungen der EN 149 wurden nicht berücksichtigt. Bei leistungsfähigem Filtermaterial ist die Verpassungsleckage als Beitrag zur Gesamtleckage bedeutend. Die Verpassungsleckage wird durch einen mangelhaften Dichtsitz verursacht.
Grundsätzlich ist der MNS nicht als PSA vorgesehen und geeignet, denn er schützt vor allem die Behandelten, PSA dagegen den Träger. Dennoch wird mit MNS ein gewisser Eigenschutz erreicht, da er Berührungen mit kontaminierten Händen im Mund-Nasen-Bereich verhindert.
Zu besonderen medizinischen oder biologischen Situationen und der Verwendung von Atemschutz stehen Informationen des Ausschusses für Biologische Arbeitsstoffe (ABAS) und der Bundesanstalt für Arbeitsschutz und Arbeitsmedizin (BAuA) zur Verfügung.

## Geschichte
Der Franzose Jean-François Pilâtre de Rozier stellte im Jahr 1785 die Konstruktion eines ersten Saugschlauch-Atemschutzgerätes vor. Der Geräteträger atmete über einen Schlauch mit Mundstück die Atemluft aus einem tragbaren Ledersack ein. Allerdings war die Nutzungsdauer gering und die Anwendung eher für den Bergbau gedacht.